# Елету Кекере
Елету Кекере (д/н — 1780) — 5-й оба (правитель) Лагосу в 1775—1780 роках (за іншою хронологією панував лише 1749 року).

## Життєпис
Син оби Габаро. Після смерті батька був досить малим, тому владу перебрав його дядько Акінсумоїн. Після смерті останнього став обою Лагосу. Панував короткий термін: за різними відомостями від півроку та 5 років. Отруєний або повалений дядьковим братом Олугуном Кутере.